# Sainte-Gemme (Gers)
Sainte-Gemme is een gemeente in het Franse departement Gers (regio Occitanie) en telt 100 inwoners (1999). De plaats maakt deel uit van het arrondissement Condom.

## Geografie
De oppervlakte van Sainte-Gemme bedraagt 9,8 km², de bevolkingsdichtheid is 10,2 inwoners per km².
De onderstaande kaart toont de ligging van Sainte-Gemme (Gers) met de belangrijkste infrastructuur en aangrenzende gemeenten.

## Demografie
Onderstaande figuur toont het verloop van het inwonertal (bron: INSEE-tellingen).